# Massimiliano Loizzi
Massimiliano Loizzi (Trani, 1977) è un attore, scrittore e stand-up comedian italiano.

## Biografia
Nasce nel settembre del 1977. Trascorre la sua giovinezza in Puglia e finite le scuole superiori viaggia per circa 3 anni, attraverso l'Europa, facendo l'artista di strada. 
Milanese d'adozione, si forma alla Civica Scuola Drammatica Paolo Grassi. Dal 2001 comincia la sua attività professionale in teatro con Paolo Rossi e negli anni lavora fra gli altri con Tullio Solenghi, Renato Sarti, Antonio Latella, Gabriele Lavia, Matteo Tarasco, Andrea De Rosa, Lino Musella. 
Nel 2003 fonda la compagnia Mercanti di Storie, con la quale scrive e interpreta più di 20 spettacoli, fra cui la serie di tre monologhi di teatro civile Il Matto, i comedy show di satira (il Tour Buonista, Storie per la fine del mondo e Fabulae) e, nel 2024, L’Opera da 4 soldi ovvero come avrei fatto l’Opera da tre soldi se avessi avuto i soldi per fare l’Opera da tre soldi. Ha curato per due stagioni la copertina di Piazza Verdi in onda su Radio Rai 3.
Nel 2011 inizia a recitare con i video-maker de Il Terzo Segreto di Satira, i cui video ironici a sfondo politico spopolano su YouTube. Protagonista delle due stagioni di “Sandro” in coppia con Francesco Mandelli e del primo film del collettivo, Si muore tutti democristiani è attore anche in svariati film, video e produzioni televisive. 
Autore del romanzo autobiografico Quando diventi piccolo edito da Rizzoli/Fabbri Editori, e di Maledetta primavera edito da People, la casa editrice fondata da Pippo Civati. Scrive una rubrica settimanale su Fanpage.it. 
Con i suoi tour sostiene le ONG: Mediterranea Saving Humans, PlasticFree e SosMediterranee.

## Filmografia

### Cinema
- La solita commedia - Inferno, regia di Francesco Mandelli e Fabrizio Biggio (2015)
- Lovers, regia di Matteo Vicino (2017)
- Si muore tutti democristiani (2017)
- Gli sdraiati, regia di Francesca Archibugi (2018)
- I soliti idioti 3 - Il ritorno, regia di Francesco Mandelli, Fabrizio Biggio e Martino Ferro (2024)
- Zamora, regia di Neri Marcorè (2024)

### Televisione
- Gli Sgommati, con Il Terzo Segreto di Satira (2012)
- Aggratis!, con Il Terzo Segreto di Satira (2013)
- Report, con Il Terzo Segreto di Satira (2014)
- Piazza Pulita, con Il Terzo Segreto di Satira (2014-2016)
- Democrazia portami via, con Il Terzo Segreto di Satira (2015)[1]

### Web
- Se Fossi Renzi, con Il Terzo Segreto di Satira (2016)
- Sandro, con Il Terzo Segreto di Satira (2017- 2019)

## Opere
- Quando diventi piccolo, collana Fabbri Life, Rizzoli/Fabbri Editori, 2019, ISBN 978-88-9158-208-9.
- Maledetta Primavera, Busto Arsizio, People, 2020, ISBN 979-12-80105-03-5.
- Hanno arrestato anche l'inverno, Busto Arsizio, People, 2020, ISBN 979-12-80105-60-8.
- La bestia, Busto Arsizio, People, 2022, ISBN 979-12-59790-70-5.